# Vitus Georg Tönnemann

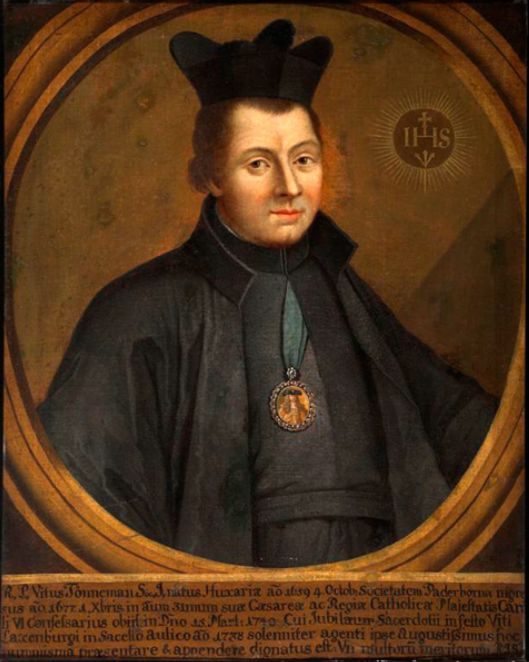
Gemälde von Vitus Georg Tönnemann um 1738. Das Gemälde wurde zu Lebzeiten in Wien gefertigt und wurde dem Jesuitenorden in Paderborn geschenkt. Auf seiner Brust befindet sich ein Bildnis Kaiser Karls VI. Heute Theologische Fakultät Paderborn - Leihgabe des Vereins für Geschichte und Altertumskunde Westfalens.

Vitus Georg Tönnemann, auch Thönemann (* 1659 in Höxter in der Fürstabtei Corvey; † 14. März 1740 in Wien) war ein deutscher Jesuit im Dienste der römisch-deutschen Kaiser Leopold I. und Karl VI.

## Leben
Tönnemann wurde 1659 in Höxter in der Fürstabtei Corvey, einem kleinen geistlichen Territorium in Westfalen, geboren. Lediglich sein Taufdatum ist bekannt: 4. Oktober 1659. Seine Schul- und Universitätsbildung erhielt er bei den Jesuiten im Gymnasium Theodorianum und in der Universität in Paderborn. Am 7. Februar 1677 trat er in den Jesuitenorden ein und war anschließend Novize in Trier, dozierte in Paderborn und studierte auch in Münster. In Paderborn wurde der junge Jesuit schließlich Professor der Theologie und Philosophie. Es folgten Lehrjahre in Meppen (Poetik und Rhetorik) und Paderborn (Philosophie). Am 20. Februar 1693 legte er die bei den Jesuiten üblichen vier Gelübde ab. Das Datum der Weihe zum römisch-katholischen Priester ist nicht bekannt, dürfte aber vorher gelegen haben.
Tönnemann erwarb sich in der Folge durch die Vermittlung in einem Rechtsstreit seines Ordens mit dem Kurfürsten Friedrich III. von Brandenburg um das Erbe des Reichskammergerichtspräsidenten Moritz von Büren große Verdienste. Mit Geschick konnte Tönnemann am kaiserlichen Hof in Wien und beim Papst einen Vergleich erreichen, der den Jesuiten im Hochstift Paderborn ihre Besitztümer in der Herrschaft Büren sicherte.
Kaiser Leopold I. (1640–1705) wurde auf den Jesuiten aufmerksam und ernannte ihn zum Erzieher und Begleiter des Herzogs und späteren Kaisers Joseph von Lothringen (1678–1711). 1694 gelangte Tönnemann in die kaiserliche Hauptstadt Wien. In der Folge reiste der Pater mit dem römischen König nicht nur durch die österreichischen Erblande, sondern lernte auch die Lombardei und Ungarn kennen. Der Kaiser setzte in Folge soviel Vertrauen in den Westfalen, dass er ihn 1705 als Beichtvater des Erzherzogs und designierten Königs Karl nach Spanien sandte.
Tönnemann wurde von Kaiser Leopold auch mit der Brautwerbung seines Sohnes für Elisabeth Christiane von Braunschweig-Wolfenbüttel am Hofe des protestantischen Herzogs Anton Ulrich von Braunschweig-Wolfenbüttel beauftragt. Die erfolgreiche Eheanbahnung mit Verlobung in Barcelona im August 1708 erhöhte noch die Bedeutung des Jesuiten für den kaiserlichen Hof.
Nach der Regierungsübernahme von Karl 1711 wurde Tönnemann Großkaplan der kaiserlichen Truppen und organisierte erstmals eine eigenständige Militärseelsorge der habsburgischen Armee.
Der Kaiserliche Rat Tönnemann hatte am Wiener Hof einen sehr großen Einfluss, war er doch nicht nur am geistlichen und persönlichen Innersten des Kaisers beteiligt, sondern war auch in juristischen Fragen einflussreich. Er galt als vorrangiger Vertreter der „katholischen Partei“ am kaiserlichen Hof und stand auf der Seite des Erzbischofs von Salzburg in der Frage der Vertreibung der protestantischen Salzburger Exulanten. Aber auch von anderen Zeitgenossen wurde seine Integrität gelobt. So berichtete der britische Gesandte in Wien 1721 an Lord Townshend nach London, dass „es nur drei Personen am kaiserlichen Hof gebe, die völlig unzugänglich seien für die Bestechung“, Prinz Eugen von Savoyen, der Hofkammerpräsident Graf Gundacker von Starhemberg und Thönemann.
Der Kaiser besuchte über 30 Jahre lang fast täglich die Heilige Messe des Paters. Das Verhältnis war so eng, dass mehrere öffentliche Vertrauensbeweise belegt sind. Kaiser Karl war am Sterbebett des an den Bronchitis erkrankten Paters. Drei Stunden später starb Vitus Georg Tönnemann am 14. März 1740 in Wien. Pater Vitus wurde in der Gruft des Jesuitenordens in Wien feierlich beigesetzt.